# Risako Mitsui
Risako Mitsui (jap. 三井梨紗子 Mitsui Risako; ur. 23 września 1993 w Shinjuku) – japońska pływaczka synchroniczna, dwukrotna brązowa medalistka olimpijska z Rio de Janeiro.
W 2012 startowała na letnich igrzyskach olimpijskich w Londynie, biorąc tam udział w rywalizacji drużyn – ukończyła ją na 5. pozycji z rezultatem 187,63 pkt. Cztery lata później na letnich igrzyskach olimpijskich, które rozegrano w Rio de Janeiro, wywalczyła dwa brązowe medale – w konkurencji zarówno duetów (dzięki rezultatowi 188,0547 pkt), jak i drużyn (dzięki uzyskanemu rezultatowi 189,2056 pkt).
Począwszy od 2011 roku, trzykrotnie startowała w mistrzostwach świata – na czempionacie w Kazaniu wywalczyła 4 brązowe medale.